# Ginette Marchais
Ginette Marchais, devenue Ginette Thireau après son mariage, née le 26 mars 1931 à Mouzay en Indre-et-Loire et décédée le 24 septembre 2011 à Genillé est une résistante française.

## Biographie

### Jeunes années
Elle nait le 26 mars 1931 à Mouzay, près de Loches. Elle grandit dans la ferme familiale à Genillé.

### Activités pendant l'occupation
En 1942, elle rencontre James Thireau, de 10 ans son aîné, originaire également du Lochois et qui vient travailler à la ferme. C'est un résistant, appartenant d'abord au réseau Vengeance, puis Écarlate. Avec l'accord de ses parents, Ginette Marchais intègre la résistance et passe sous les ordres de James Thireau. Il l'engage à douze ans comme agent de liaison et de renseignement dans le maquis Cesario. Elle apprend le morse puis devient chargée de la transmission de messages venant de Londres, de la réception d'officiers parachutés ou encore des opérations de caches d'armes. Elle brode également des croix de Lorraine sur les brassards des FFI tout en continuant le travail à la ferme.
En août 1944, deux mois après le débarquement en Normandie, alors que les Alliés se rapprochent de la région de Tours, elle participe aux actions de guérilla des maquisards de la résistance locale afin de freiner les mouvements de l'armée allemande.

### Après la guerre
James Thireau devient son mari en 1948. Ils ont trois enfants ensemble. Ils restent discrets toute leur vie sur leurs faits d'arme.

### Hommages
Le 30 septembre 2011, quelques jours après sa mort, un hommage officiel lui est rendu par les anciens combattants et les élus locaux du Lochois.

## Récompenses
- En 1946, elle est décorée de la Croix de guerre 1939-1945 avec étoile de bronze, par le lieutenant-colonel de Toustain, sur ordre du Général Koenig. Elle est la plus jeune décorée (15 ans)[8].
- Le 24 août 2001, elle reçoit la Croix avec barrette du combattant volontaire de la Résistance[9],[10].
- Le 4 décembre 2003 elle est décorée de la Médaille militaire par décret du Président de la République[11].
- En 2011, elle reçoit la Légion d’Honneur, promotion du 31 décembre 2011[12].

## Dans la culture populaire
Son parcours a inspiré, comme d'autres enfants résistants :
- Des enfants dans la Résistance (1939-1945), de Philippe Chapleau Éditeur : Ouest-France, Collection Histoire, février 2008  (ISBN 978-2-7373-4275-2) 128 pages[13]
- Les enfants de la Résistance, série de bandes dessinées belges en 8 tomes écrite par Vincent Dugomier et Benoît Ers, publiées de 2015 à 2022
  - Cette série de BD est devenue également une exposition[14], accompagné de fiches pédagogiques[15],[16].
  - Elle a également inspiré une série de podcast[17]